# Peter Boehringer

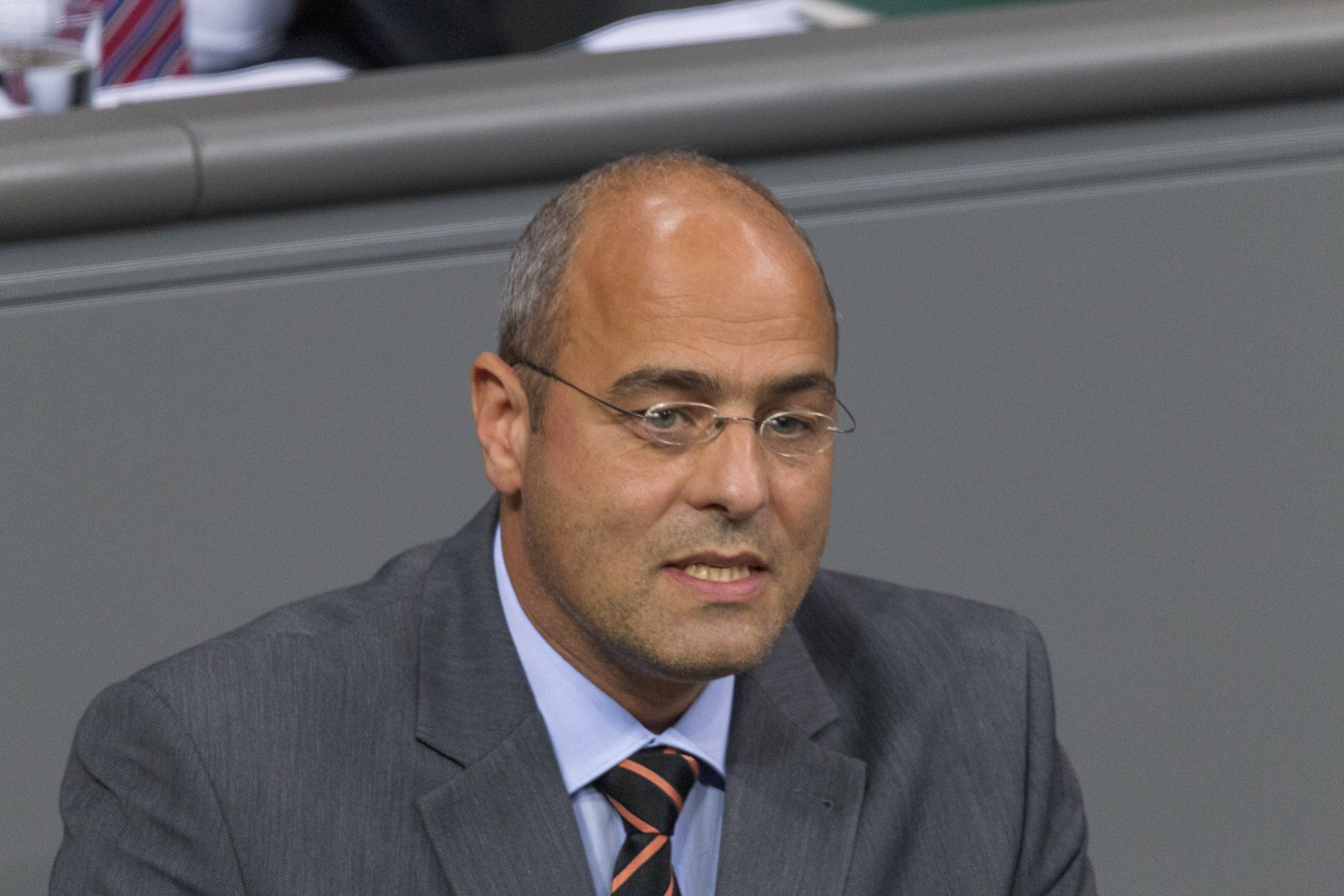
Peter Boehringer (2020)

Peter Christian Pascal Boehringer (* 6. April 1969 in Schwäbisch Gmünd) ist ein deutscher Autor und rechtspopulistischer Politiker (AfD), der seit 2017 Mitglied des Deutschen Bundestages ist. Zudem ist er seit Juni 2022 stellvertretender Sprecher im Bundesvorstand der AfD. Von 2018 bis 2021 war er Vorsitzender im Haushaltsausschuss des Deutschen Bundestages. Er gilt als populärer Verschwörungstheoretiker und rechter Hardliner.

## Leben
Peter Boehringer wuchs in Göppingen auf und machte 1988 Abitur am dortigen Mörike-Gymnasium. Nach seinem Wehrdienst von 1988 bis 1989 bei der 1. Luftlandedivision in Bruchsal schloss er 1991 eine kaufmännische Ausbildung mit Auszeichnung als bester Absolvent in Baden-Württemberg ab. Von 1991 bis 1995 studierte Boehringer an der European Business School in Oestrich-Winkel sowie in den USA und Großbritannien. Abschlüsse erhielt er als Diplom-Informatiker (FH) und Diplom-Kaufmann.
Von 1994 bis 1998 war er Unternehmensberater bei Booz Allen Hamilton in der IT- und Telekommunikationsbranche. Von 1998 bis 2002 war er in der Telekommunikationsbranche sowie als Investmentmanager bei der Technologieholding GmbH und bei 3i tätig. Seit 2002 ist er freier Autor und Vermögensberater mit Schwerpunkt auf Sachwertanlagen.
Boehringer ist seit 2012/13 Mitglied der rechtsgerichteten Friedrich A. von Hayek-Gesellschaft. Er war Vorstand der 2003 gegründeten Deutschen Edelmetall-Gesellschaft und Aktivist der im Jahr 2011 ins Leben gerufenen Bürgerinitiative Holt unser Gold heim, deren Ziel die Verlagerung der Deutschen Goldreserven aus dem Ausland nach Deutschland ist. Bereits in dieser Zeit machte Boehringer aus seinen gesellschaftspolitischen Ansichten keinen Hehl und veröffentlichte rechtsgerichtete Verschwörungsmythen wie „kulturelle Überfremdung durch Wirtschaftsflüchtlinge“ oder „Umvolkung“. Im Jahre 2015 veröffentlichte Boehringer zu diesem Thema beim FinanzBuch Verlag das Buch Holt unser Gold heim. Jan Mallien wertete das Buch und die Initiative im Handelsblatt Global als Zeichen dafür, wie emotional die Deutschen beim Thema Gold reagierten.
Er ist mit der Wirtschaftsjournalistin Simone Boehringer verheiratet und hat zwei Kinder.

## Politische Tätigkeiten
Bekanntheit erlangte Boehringer als regelmäßiger Gast in rechtsextremen „alternativen Medien“ wie Compact, RT Deutsch, NuoViso, Infokrieg und mit seinem wegen Volksverhetzung verurteilten Duzfreund Oliver Janich. Im März 2015 trat Boehringer in die Alternative für Deutschland (AfD) ein und wurde Vize-Sprecher des Bundesfachausschusses Euro-, Geld- und Währungspolitik der Partei. Er ist seit 2015 Mitglied in der Bundesprogrammkommission der Partei und Sprecher des Bundesfachausschusses Euro-, Geld- und Währungspolitik der Partei. Er war mitverantwortlich für das Grundsatz- und Bundestagswahlprogramm der AfD. Boehringer schrieb für die neurechte Zeitschrift eigentümlich frei sowie für den rechts-esoterischen Kopp Verlag.
Zur Bundestagswahl 2017 trat Boehringer als Kandidat der AfD im Bundestagswahlkreis Amberg sowie auf dem zweiten Platz der bayerischen Landesliste an und zog über letztere ins Parlament ein. Am 31. Januar 2018 wurde er mit den Stimmen der AfD und der FDP zum Vorsitzenden des Haushaltsausschusses gewählt, der der größten Oppositionspartei im Rahmen parlamentarischer Tradition zusteht. Die Wahl war erforderlich geworden, weil mehrere Ausschussmitglieder Widerspruch gegen Boehringer eingelegt hatten, letztlich votierten vier Mitglieder der Fraktion der Linken gegen Boehringer. Im Normalfall werden die Nominierten ohne Wahl zum Vorsitzenden bestimmt. Um mögliche Interessenkonflikte zu vermeiden, gab Boehringer nach der Wahl zum Ausschussvorsitzenden seinen Vorstandsvorsitz bei der AfD-nahen Desiderius-Erasmus-Stiftung auf. Auf diesem Posten folgte ihm Erika Steinbach.
Im Bundestag gehört er als ordentliches Mitglied dem Haushaltsausschuss, der Interparlamentarische Konferenz über Stabilität, wirtschaftspolitische Koordinierung und Steuerung in der EU, sowie dem Unterausschuss zu Fragen der Europäischen Union an. Zudem ist Boehringer stellvertretendes Mitglied im Ausschuss für die Angelegenheiten der Europäischen Union.
Er wurde auf einem Delegiertenparteitag der AfD Bayern mit 94 Prozent zum bayerischen Spitzenkandidaten für die Bundestagswahl 2021 gewählt und zog wieder in den Bundestag ein.
Er ist seit Juni 2022 stellvertretender Bundessprecher der AfD und war in der 20. Legislaturperiode Kandidat für das Amt des Bundestagsvizepräsidenten.
Bei der Bundestagswahl 2025 trat Boehringer im Wahlkreis Amberg an und wurde über die Landesliste in den 21. Deutschen Bundestag gewählt. Er ist dort stellvertretendes Mitglied im Haushaltsausschuss.

## Weltsicht und Positionen

### Einschätzung
Im Tagesspiegel bezeichnete Sebastian Leber Boehringer als „Freund von Verschwörungstheorien“. In der Süddeutschen Zeitung charakterisierte ihn Oliver Das Gupta als einen Vertreter von Verschwörungstheorien. So glaube er an die Existenz geheimer, global operierender Eliten, die verdeckt an einer „Neuen Weltordnung“ (NWO) arbeiteten. Deshalb solle die Gesellschaft so verändert werden, dass diese Eliten sie besser kontrollieren könnten. Via Facebook teilte Boehringer mit, in Deutschland steuere die NWO bereits die Bundesregierung, außerdem habe sie die evangelische Kirche, die Deutsche Bahn, die CSU, die Grünen in Baden-Württemberg und diverse Hilfsorganisationen sowie die Deutsche Feuerwehr-Gewerkschaft infiltriert. Auf der rechtslibertären Internetseite Eigentümlich frei schrieb Boehringer bereits im Juli 2014 – noch vor seinem Eintritt in die AfD –, dass „die heutigen supranationalen Eliten auf einen voll kontrollierten Weltstaat mit ihnen als oberster Kaste hinarbeiten“. Als charakteristische Zeichen der „Denke der Welt-Kollektivisten“ nannte Boehringer: „Hybris, Makroklempnerei, Kollektivismus, Wahnsinn, absolute Machtgeilheit, Menschenkonstruktivismus“. Er empfahl, „künftig die gesellschaftlichen Entwicklungen und die Mainstream-Berichte im Lichte der hier beschriebenen Mechanismen“ zu beobachten. „Viele Fragen“, so Boehringer, würden „sich so klären“. Der Amerikanist Michael Butter führt Boehringer als ein Beispiel für die Bedeutung an, die Verschwörungstheorien nicht nur für die Wähler, sondern auch für Abgeordnete der AfD haben.
Die Vereinten Nationen werden laut Boehringer ebenfalls von der NWO gesteuert, jedoch seien dort auch Freimaurer aktiv. Die Migration von Flüchtlingen aus dem Nahen Osten nach Europa sei Teil einer gesteuerten Invasion. So würden Flüchtlinge für die Überfahrt nach Europa z. B. aus Saudi-Arabien Geld erhalten. Das Ziel sei es, Europa zu islamisieren.
Daran schließt Boehringer seine These von der „kulturellen Überfremdung durch Wirtschaftsflüchtlinge“ an und sieht dies als das „größte und drängendste deutsche Problem“. In seinem Goldseitenblog warnte er vor den angeblichen Gefahren durch den Islam und vor einer „Umvolkung“ durch Migranten.
Den Euro bezeichnete Boehringer in einem Facebook-Beitrag als „machtpolitische Fehlgeburt“ und positionierte seine Eurokritik schärfer als der damalige Parteichef Bernd Lucke.

### E-Mails mit verhetzenden Inhalten
Es gelangten eine Reihe von Boehringer verfasster und abgesendeter E-Mails an die Öffentlichkeit, in denen er sich antifeministisch und islamfeindlich äußerte. Boehringer verwendete ein Vokabular, das stark an die Zeit des Nationalsozialismus erinnert.
Im Januar 2018 wurde durch Recherchen von NDR und WDR bekannt, dass Boehringer am 29. Dezember 2017, als er bereits Bundestagsmitglied war, in einer E-Mail einem auf der Nachrichtenplattform Yahoo erschienenen Meinungsbeitrag beipflichtete und diesen mit den Worten „Sogar der Mainstream (Yahoo Nachrichten) findet die richtigen Worte zu diesem völlig irren Gebaren des Staats, der vor dem kriminellen = koranhörigen = frauenverachtenden Macho-Mob der Surensöhne kapituliert“ kommentierte, womit Boehringer auf Menschen islamischen Glaubens anspielt. Am 15. Dezember 2015 schrieb er anlässlich eines „sogenannten“ CDU-Parteitages von einer „Klatschviehveranstaltung um eine neue Sportpalastrede der Führerin Merkel“. Außerdem soll Boehringer Sigmar Gabriel als „Sigmar Dumpfbacke Gabriel“ tituliert haben.
In einer Mail vom Januar 2016 hat er Bundeskanzlerin Angela Merkel sexistisch beleidigt und rassistische Verschwörungsmythen verbreitet haben. Dem Spiegel zufolge, der über dieselbe ihm vorliegende Mail am 10. Februar berichtete, schrieb er ganze Tiraden mit sexistischen und rassistischen Aussagen. Bezugnehmend auf diese Ausdrücke kommentierte Götz Aly, diese Sprache sei „nicht nur verletzend, wie manche beschwichtigend schreiben, sie ist neonazistisch“.
Boehringer behauptete, dass er eine solche Äußerung „nie veröffentlicht“ habe, und falls er so eine E-Mail doch versandt habe, dann nur an einen „ganz kleinen Privatkreis“.
Am 3. März 2018 berichtete Bild am Sonntag, dass ihr E-Mails von Boehringer aus dem Januar 2016 vorliegen, in der eine Fotomontage einer Statue der Justitia als Hure gezeigt wird, versehen mit der Bildunterschrift „Hure Justizia (BVerfG)“, womit auf das Bundesverfassungsgericht Bezug genommen wird. Des Weiteren habe Boehringer die Bundesregierung eine „Merkel-Gabriel-Junta“ genannt und den Regierungsantritt von Merkel im Jahr 2005 als „Machtergreifung“ bezeichnet.

## Veröffentlichungen (Auswahl)
- Gesellschaftliche Auswirkungen von Information-Highways (= Theorie und Forschung / Wirtschaftswissenschaften. Band 32). Roderer Verlag, Regensburg 1995, ISBN 3-89073-804-4.
- Die geistige Vorbereitung. In: Simone Boehringer (Hrsg.): Der private Rettungsschirm. Weil Ihnen Staat und Banken im Krisenfall nicht helfen werden. FVB, München 2012, ISBN 978-3-89879-689-7, S. 21–94.
- mit Thorsten Schulte, Marc Faber, Dimitri Speck, Bruno Bandulet: Insiderwissen Gold. Fünf Experten beantworten die wichtigsten Fragen zum deutschen Staatsgold und zur dreisten Goldpreis-Manipulation. Kopp Verlag, 2014, ISBN 978-3-86445-170-6.
- Holt unser Gold heim. Der Kampf um das deutsche Staatsgold. FVB, 2015, ISBN 978-3-89879-915-7.